# Compsothespis michaelseni
Compsothespis michaelseni es una especie de mantis de la familia Mantidae.

## Distribución geográfica
Se encuentra en Namibia.